# Horst Buder (Schauspieler)
Horst Buder (* im 20. Jahrhundert) ist ein ehemaliger deutscher Schauspieler.

## Karriere
Buder wirkte vorwiegend in Produktionen der DEFA und des DFF mit. Seine erste Filmarbeit war 1957 in dem DEFA-Kinderfilm Sheriff Teddy, in welchem er den 2. Halbstarken am Alex darstellte. Darauffolgend spielte er 1957 unter anderem in dem Spielfilm Ein Mädchen von 16 ½ und trat 1959 in dem Kurzfilm Ein ungewöhnlicher Tag als Fensterputzer in Erscheinung.
Anfang der 1960er Jahre verkörperte er in dem Märchenfilm Schneewittchen den Küchenjungen. Im Jahr 1965 wurde er erneut in einem Märchenfilm besetzt – in Walter Becks König Drosselbart. Hier verkörperte er den Junker Balduin, der um die hochmütige Prinzessin Roswitha, dargestellt von Karin Ugowski, wirbt und von ihr nur verspottet wird. Manfred Krug war als König Drosselbart besetzt. In der Filmkomödie Ohne Paß in fremden Betten stand Buder in der Rolle eines Leutnants auf der Besetzungsliste.
Nach seiner Hauptrolle als Iwanuschka in dem 1967 gedrehten Film Die verzauberten Brüder war er erst 1986 wieder in einem Film zu sehen. In Der Bärenhäuter spielte er in einer Nebenrolle den Hubert. Diese Rolle gilt als seine letzte. Weitere biographische Informationen zu Horst Buder sind nicht bekannt.

## Filmografie (Auswahl)
- 1957: Sheriff Teddy
- 1957: Ein Mädchen von 16 ½
- 1957: Die Elenden
- 1958: Das Lied der Matrosen
- 1959: Ein ungewöhnlicher Tag
- 1959: SAS 181 antwortet nicht
- 1959: Schrott
- 1959: Ware für Katalonien
- 1960: Das tapfere Schneiderlein
- 1961: Guten Tag, lieber Tag
- 1961: Schenke mir Liebe
- 1961: Schneewittchen
- 1962: Auf der Sonnenseite
- 1962: Oh, diese Jugend
- 1963: Blaulicht: Wunder wiederholen sich nicht (TV-Reihe)
- 1964: Egon und das achte Weltwunder (TV)
- 1965: Denk bloß nicht, ich heule
- 1965: König Drosselbart
- 1965: Ohne Paß in fremden Betten
- 1965: Köpfchen, Kamerad (Fernsehfilm)
- 1967: Die verzauberten Brüder
- 1986: Der Bärenhäuter

## Theater
- 1960: Gisela Schwarz-Marell: Das tapfere Schneiderlein – Regie: Kurt Rabe (Theater der Freundschaft)
- 1961: Hans-Albert Pederzani: Die Jagd nach dem Stiefel (Erich Gemse) – Regie: Hubert Hoelzke (Theater der Freundschaft)
- 1961: Jochen Koeppel: Peter und der Kaktus (Klaus) – Regie: Rainer R. Lange (Theater der Freundschaft)
- 1962: Tatjana Sytina: Erste Begegnung (Küchenjunge) – Regie: Kurt Rabe (Theater der Freundschaft)
- 1962: Jewgeni Schwarz: Die Schneekönigin – Regie: Kurt Rabe (Theater der Freundschaft)
- 1963: Alecu Popovici: Dem Jungen in der zweiten Reihe (Marin, ein kleiner Bär) – Regie: Lucian Giurchescu (Theater der Freundschaft)
- 1965: Juri Sotnik: Ein schrecklicher Tag (Angler) – Regie: Kurt Rabe (Theater der Freundschaft)
- 1966: Heinz Kahlau: Das Märchen von der Straßenbahn Therese (Pepik) – Regie: Hanuš Burger (Theater der Freundschaft)
- 1966: Hans-Albert Pederzani: Die Jagd nach dem Stiefel (Erich Gemse) – Regie: Kurt Rabe (Theater der Freundschaft)